# 中山研一
中山 研一（なかやま けんいち、本名：乾 研一（いぬい けんいち）、1927年1月9日 - 2011年7月31日）は、日本の法学者。専門は刑法。京都大学名誉教授。

## 来歴
滋賀県出身。虎姫中学、旧制静岡高校を経て、1953年京都大学法学部卒業。1955年助手、助教授を経て、1968年同大教授。1982年、京都大学名誉教授、大阪市立大学法学部教授。1990年北陸大学法学部教授。1998年退職。退職後も、執筆意欲は衰えを見せなかった。滝川幸辰と佐伯千仭の弟子。
2011年7月31日、肺癌のため大津市の病院で死去。84歳没。

## 人物
専門は刑法、ソビエト刑法だが、京都大学教授時代には、「暗黙の教授会申し合わせ」なるものにより、刑法学講座を担任できず、ソビエト法の講義を行っていた。京都大学定年前に京大を去って、大阪市大に移ったのも、大阪市大で刑法学を講義できるからだと言われる。
この事情について、自身のブログで、「私が職組の委員長をしていた時期に、新左翼系の学生と職組との間にトラブルがあり、それが原因で、私の刑法の講義を一部の学生が妨害するという事態が発生し、そのために私は正規の講義ができず、学外で有志の学生にゼミ形式の講義をするという変則的な状態に陥った」ことが京大を去った理由であることを明らかにしている。

## 学説
「わたくしの立場は、滝川説から出発し、とくに佐伯・平野説の強い影響の下に形成された」と明言し、結果無価値論の立場に立つ。
主著『刑法総論』は、佐伯千仭、平野龍一の刑法学説を継承する体系書であるとともに、執筆当時の通説的立場の代表であった団藤重光、大塚仁の行為無価値論的な刑法学説に対する批判の書でもあり、初期にソ連刑法を研究しただけあって、第2章「刑法の歴史と理論」では、マルクス主義的立場からの記述が目立ち、刑法改正問題にも積極的に反対の立場を明らかにした。
山中敬一は、中山の刑法学説を、佐伯・内藤謙・曽根威彦とともに「謙抑的刑事政策志向刑法理論」と位置づけ、これを「現在の国家権力を『悪』と捉える立場から、現在の国家社会への再社会化を目的とする特別予防論に対して警戒感をもち、むしろ、消極的な意味での応報主義的な刑事政策を志向する立場である。これはまた、古典的自由主義的社会観にもとづき、刑罰を害悪とみて、それをなるべく謙抑的に行使すべきだとする立場である。この立場からは、犯罪論においても、犯罪の成立範囲を狭く限定しようとし、謙抑主義を強調し、刑法の人権保障機能を重視する。それを担保するため、客観主義的・結果無価値的犯罪論体系が目指される」としている。

## 著書
- ソヴェト刑法 その本質と課題（同文院書店、1958年）
- ソビエト法概論・刑法（有信堂、1966年）
- 因果関係 社会主義刑法を中心として（有斐閣、1967年、ソビエト刑法の因果関係についての論文）
- 現代刑法学の課題（日本評論社、1970年）
- 現代社会と治安法（岩波新書、1970年）
- 刑法総論の基本問題（成文堂、1971年 - 1974年）
- 増補ソビエト刑法（慶應通信、1972年）
- 口述刑法各論（成文堂 1975年）
- 口述刑法総論（成文堂 1978年2月）
- ポーランドの法と社会 東ヨーロッパ法の実態研究（成文堂、1978年）
- 刑法の基本思想（一粒社、1979年10月）
- 刑法各論の基本問題（成文堂、1981年4月）
- 刑法総論（成文堂、1982年）
- 刑法各論（成文堂、1984年）
- 選挙犯罪の諸問題（成文堂、1985年）
- 大塚刑法学の検討（成文堂、1985年）
- 刑法（一粒社、1985年9月）
- 選挙犯罪の諸問題 戸別訪問・文書違反罪の検討（成文堂、1985年1月）
- 刑法改正と保安処分（成文堂、1986年）
- アブストラクト注釈刑法（成文堂、1987年9月）
- 脳死・臓器移植と法（成文堂、1989年）
- 争議行為「あおり」罪の検討 判例の変遷とその異同の分析（成文堂、1989年）
- 概説刑法I（成文堂、1989年）
- 概説刑法II（成文堂、1991年）
- 刑法の論争問題（成文堂、1991年）
- 脳死論議のまとめ 慎重論の立場から（成文堂、1992年5月）
- 刑法入門（成文堂、1994年11月）
- わいせつ罪の可罰性 刑法175条をめぐる問題（成文堂、1994年）
- 刑法諸家の思想と理論（成文堂、1995年）
- 脳死移植立法のあり方 法案の経緯と内容（成文堂、1995年12月）
- ビラ貼りの刑法的規制 軽犯罪法・屋外広告物条例違反事件を素材に（成文堂、1997年）
- 安楽死と尊厳死 その展開状況を追って（成文堂、2000年4月）
- 臓器移植と脳死 日本法の特色と背景（成文堂新書、2001年8月）
- 判例変更と遡及処罰 岩教組事件第二次上告審判決を契機に（成文堂、2003年1月）
- 環境刑法概説（2003年）
- 心神喪失者等医療観察法案の国会審議 法務委員会の質疑の全容（成文堂、2005年11月、刑事法研究）
- 心神喪失者等医療観察法の性格 「医療の必要性」と「再犯のおそれ」のジレンマ（成文堂、2005年3月）
- 定刻主義者の歩み（成文堂、2007年11月）
- 違法性の錯誤の実体（成文堂、2008年2月、刑事法研究）
- 21世紀の刑事立法と刑事裁判（成文堂、2009年11月）
- 佐伯・小野博士の「日本法理」の研究（成文堂、2011年7月）

## 訳書
- V.M.チヒクヴァーゼ 『カール・マルクス国家と法』（成文堂、1971年）

## 共訳書
- アルトゥール・カウフマン『行刑改革の諸問題』（成文堂、1976年）
- ピオントコフスキー『マルクス主義と刑法』（成文堂、1979年）
- ヴィクトル・ミハイロヴィッチ・チクヴァー『エンゲルス国家と法』（成文堂、1981年）
- ホウィスト『比較犯罪学』(成文堂、1986年）
- ベルント・シューネマン『現代刑法体系の基本問題』（成文堂、1990年）